# Jelle Vossen
Jelle Vossen (født 22. marts 1989 i Bilzen, Belgien) er en belgisk fodboldspiller, der spiller som angriber i Jupiler League-klubben Club Brugge. Han har tidligere repræsenteret blandt andet KRC Genk samt engelske Middlesbrough og Burnley.
Med KRC Genk vandt Vossen i 2009 den belgiske pokalturnering.

## Landshold
Vossen har (pr. marts 2018) spillet 12 kampe og scoret to mål for det belgiske landshold, som han debuterede for den 29. maj 2009 i en venskabskamp mod Chile. Hans første landsholdsscoring faldt den 12. oktober 2010, da han scorede kampens første mål i et 4-4 opgør i EM-kvalifikationen mod Østrig.

## Titler
Belgiske Pokalturnering
- 2009 med KRC Genk